# Wieniec (Gdańsk)
Wieniec (niem. Kronenhof) – osiedle (dawna wieś rybacka) w Gdańsku, na Wyspie Sobieszewskiej.
Wieś należąca do Mierzei Wiślanej terytorium miasta Gdańska położona była w drugiej połowie XVI wieku w województwie pomorskim. Wieniec został przyłączony wraz z całą Wyspą Sobieszewską w granice miasta w 1973. Należy do okręgu historycznego Niziny.
W Wieńcu znajduje się dom wypoczynkowy i sezonowe kwatery prywatne oraz niewielkie osiedle bloków mieszkalnych przy ul. Kwiatowej. W kierunku północnym (w odległości 0,9 km), za Lasem Mierzei znajduje się piaszczysta plaża.

## Położenie i zabudowa
Wieniec znajduje się na Wyspie Sobieszewskiej pomiędzy Orlem i Pastwą Sobieszewską a Komarami, od Zatoki Gdańskiej osiedle oddziela Las Mierzei. Na osiedlu dominuje niska zabudowa mieszkaniowa. Przy ulicy Kwiatowej znajdują niskie (jedno- lub dwupiętrowe) bloki mieszkalne.

## Historia
Pierwsza zachowana wzmianka o Wieńcu pochodzi z początku XV wieku. Wówczas to w wykazie czynszów została umieszczona wieś Krimsdorff z czterema pustymi ogrodami. W XVI wieku wieś nazywano Kronsdorf, Krahndorff, Kronhdorff.
W Wielki Piątek, 23 marca 1543 Wisła wylała w pobliżu Wieńca.
W 1676 założono karczmę Niedźwiedzia.
W 1819 wieś liczyła 171 mieszkańców i 23 domy. W 1840 powódź zaczęła niszczyć miejscowość topiąc ostatni dom w 1857. 
Wieś została odbudowana na przełomie XIX i XX wieku. Z tego okresu pochodzi dwór przy Kwiatowej 18. 
W 1933 wiatrak z Wieńca, który napędzał stację pomp, został przeniesiony do Oliwy. 
Po drugiej wojnie światowej wieś została nazwana Wieniec. 
W 1967 wiatrak z Wieńca został wpisany do rejestru zabytków. W 1968 powstał Zespół Nasienno-Szkółkarski w Wieńcu, który początkowo zajmował się nasiennictwem zbóż, a później roślin ozdobnych. W 1972 gospodarstwo to zaczęło zajmować się również produkcją zwierzęcą. 
1 grudnia 1973 miejscowość wraz z całą Wyspą Sobieszewską została przyłączona do Gdańska.
W lutym 1977 Miejska Rada Narodowa podjęła uchwałę o nazwach ulic na Wyspie Sobieszewskiej. 
W październiku 1977 wiatrak wrócił do Wieńca. Operacja przenoszenia zabytku została wykonana za pomocą helikoptera, gdyż stan techniczny nie pozwalał na przeniesienie go w elementach. Pod koniec 1977 zabytek spłonął w niewyjaśnionych okolicznościach.

## Transport i komunikacja
Wieniec położony jest przy drodze wojewódzkiej nr 501. Połączenie z centrum Gdańska umożliwiają autobusy komunikacji miejskiej – linie nr 112, 212 i N9 (część północna) i 512 (część południowa).